# Vargha Mihály (építész)
Vargha Mihály (Budapest, 1952. – Budapest, 2010. március 8.) építész, építészeti szakíró.

## Élete
A budapesti Fazekas Mihály Gimnáziumban érettségizett 1970-ben. 1976-ban diplomázott a BME-n, 1979-től a Kommunális Beruházási Vállalatnál dolgozott színháztechnikai tervezési vonalon. 1985-től Budapest Főváros Tanácsa  művelődésügyi főosztályának főelőadója lett. 1986-tól 1995-ig a Magyar Építőművészet folyóirat szerkesztője, 1997–2000-ig főszerkesztője. 2000-ben Pásztor Erika Katalinával alapítója volt az Építészfórum című internetes építészeti lapnak. Rendszeresen publikált az Élet és Irodalom, valamint a Budapest folyóirat hasábjain.
Bán Ferenc meg nem épült Nemzeti Színházának tervezésekor színháztechnikai szaktervezőként működött közre. Elindítója volt a Média Építészeti Díjának, és több építészeti kiállítás kurátora is volt.

## Kitüntetései
- 2006 Magyar Köztársasági Érdemrend lovagkeresztje[7]
- 2006 Molnár Péter-díj az építészeti kultúra magas szintű terjesztéséért[8]
- 2010 Molnár Farkas-díj (posztumusz)[9]
- 2010 Csengery Antal-díj[10]
- 2010 Ezüst Ácsceruza díj (posztumusz)[11]

## Emlékezete
- A FUGA Budapesti Építészeti Központ szakmai könyvesboltját Vargha Mihályról nevezték el[12]
- Haba Péter – Kígyós Erzsébet: Tényvisszaverődések: V. M. írásaiból készült válogatás. Budapest: Scolar. 2011.